# Sándor Katona
Sándor Katona, född 21 februari 1943 i Budapest, död 16 maj 2009 i Budapest, var en ungersk fotbollsspelare.
Han blev olympisk guldmedaljör i fotboll vid sommarspelen 1964 i Tokyo.